# По Русі
«По Русі» — радянська кіноповість режисера Федора Філіппова, знята на кіностудії «Мосфільм» в 1968 році за ранніми оповіданнями Максима Горького: «Одного разу восени», «Коновалов», «Двадцять шість і одна», «Мій супутник», «Висновок», «На солі», «Жінка».

## Сюжет
Фільм оповідає про Росію кінця XIX століття, яку побачив очима молодого письменника-початківця Альоша Пєшков, становлення якого як людини і художника відбулося через пізнання ним людей і їхнього життя. На своєму шляху він зустрів бродяг, робітників, пекарів, циган, солдатів, козаків, торговців, священника, студентів. У хвилину розпачу він мало не застрелився, настільки похмурим здалося йому життя…

## У ролях
- Олексій Локтєв — Олексій Пєшков
- Георгій Кавтарадзе — князь Шакро
- Людмила Чурсіна — рязанка Тетяна
- Роман Філіппов — Коновалов
- Наталія Величко — Наталія
- Олена Санаєва — Капітоліна
- Іван Лапиков — отець Іоанн
- Владлен Паулус — горбань
- Раднер Муратов — Мустафа
- Володимир Маренков — Конєв
- Світлана Савьолова — Таня
- Анатолій Соловйов — Матвій
- Бухуті Закаріадзе — чабан
- Юрій Волинцев — солдат
- Євген Шутов — Яків
- Ольга Жизнєва — господиня антикварного магазину
- Віра Бурлакова — сільська баба
- Олександра Данилова — епізод
- В. Агурейкін — епізод
- Сергій Харченко — епізод
- І. Донськой — епізод
- Ігор Комаров — епізод
- П. Омельченко — епізод
- Зоя Василькова — епізод
- Віктор Філіппов — епізод
- В. Литвин — епізод
- Володимир Гуляєв — епізод
- Микола Сморчков — булочник
- Дмитро Орловський — епізод
- Тамара Совчі — епізод

## Знімальна група
- Сценарист: Олексій Сімуков
- Режисер: Федір Філіппов
- Оператор: Ера Савельєва
- Композитор: Олександр Пірумов
- Художник: Євген Черняєв